# 28e division d'infanterie (France)
Pour les articles homonymes, voir 28e division.
La 28e division d'infanterie (28e DI) est une division d'infanterie de l'Armée de terre française qui a participé à la Première Guerre mondiale et à la Seconde (Bataille de France).

## Les chefs de la28edivisiond’Infanterie
- 20 octobre 1880 - 26 mai 1881 : général de Miribel
- 11 janvier 1882 : général Vilmette
- 7 juillet 1882 : général du Bessol
- 31 mars 1889 : général O'Neill
- 4 avril 1891 : général Bérenger
- 23 novembre 1894 : général Robillard
- 22 octobre 1898 - 6 septembre 1902 : général Arvers
- 7 octobre 1902 - 5 mars 1906 : général de Mibielle
- 25 mars 1906 : général Chamoin
- 18 avril 1906 : général Soyer
- 21 septembre 1911 - 14 août 1912 : général Franchet d'Espérey
- 23 septembre 1912 : général Holender
- 22 décembre 1913 - 7 septembre 1914 : général Putz
- 7 septembre 1914 - 19 mars 1916 : général Sorbets
- 19 mars 1916 - 3 avril 1917 : général Peillard
- 3 avril - 12 décembre 1917 : général Graziani
- 12 décembre 1917 - : général Madelin
- 11 février - 13 mai 1919 : général Lacapelle
- 19 juin 1919 - 10 juin 1920 : général de Corn
- 15 juillet 1920 - 20 mars 1927 : général Mignot
- 1939 - 1940 : général Lestien

## Première Guerre mondiale

### Composition au cours de la guerre
Mobilisée dans la 14e région, la division appartient au 14e corps d'armée, au sein de la 1re armée française.
Les deux brigades d'infanterie sont dissoutes en novembre 1916 et remplacées par l'infanterie divisionnaire (ID).
- 55e brigade (dissoute en novembre 1916)[2] :
  - 22e régiment d'infanterie d’août 1914 à novembre 1918 (passé à l'infanterie divisionnaire)
  - 99e régiment d'infanterie d’août 1914 à novembre 1918 (passé à l'infanterie divisionnaire)
  - 51e bataillon de chasseurs alpins d’août à novembre 1914
  - 53e bataillon de chasseurs alpins d’août à novembre 1914

- 56e brigade (dissoute en novembre 1916)[2] :
  - 30e régiment d'infanterie d’août 1914 à novembre 1918 (passé à l'infanterie divisionnaire)
  - 416e régiment d'infanterie d'avril 1915 à novembre 1916
  - 3e régiment de marche du 1er étranger de décembre 1914 à avril 1915
  - 11e bataillon de chasseurs alpins d'août à novembre 1914
  - 62e bataillon de chasseurs alpins d’août à novembre 1914

- Cavalerie[2] :
  - 9e régiment de hussards (1 escadron) d'août 1914 à fin 1915 puis de janvier 1917 à fin 1917

- Artillerie[2] :
  - 54e régiment d'artillerie de campagne (3 groupes de 75) pendant toute la guerre
  - 1er régiment d'artillerie de montagne (1 batterie de 65) d’août à novembre 1914
  - 114e régiment d'artillerie lourde (1 groupe de 155 C)

- Génie[2] :
  - 4e régiment du génie :

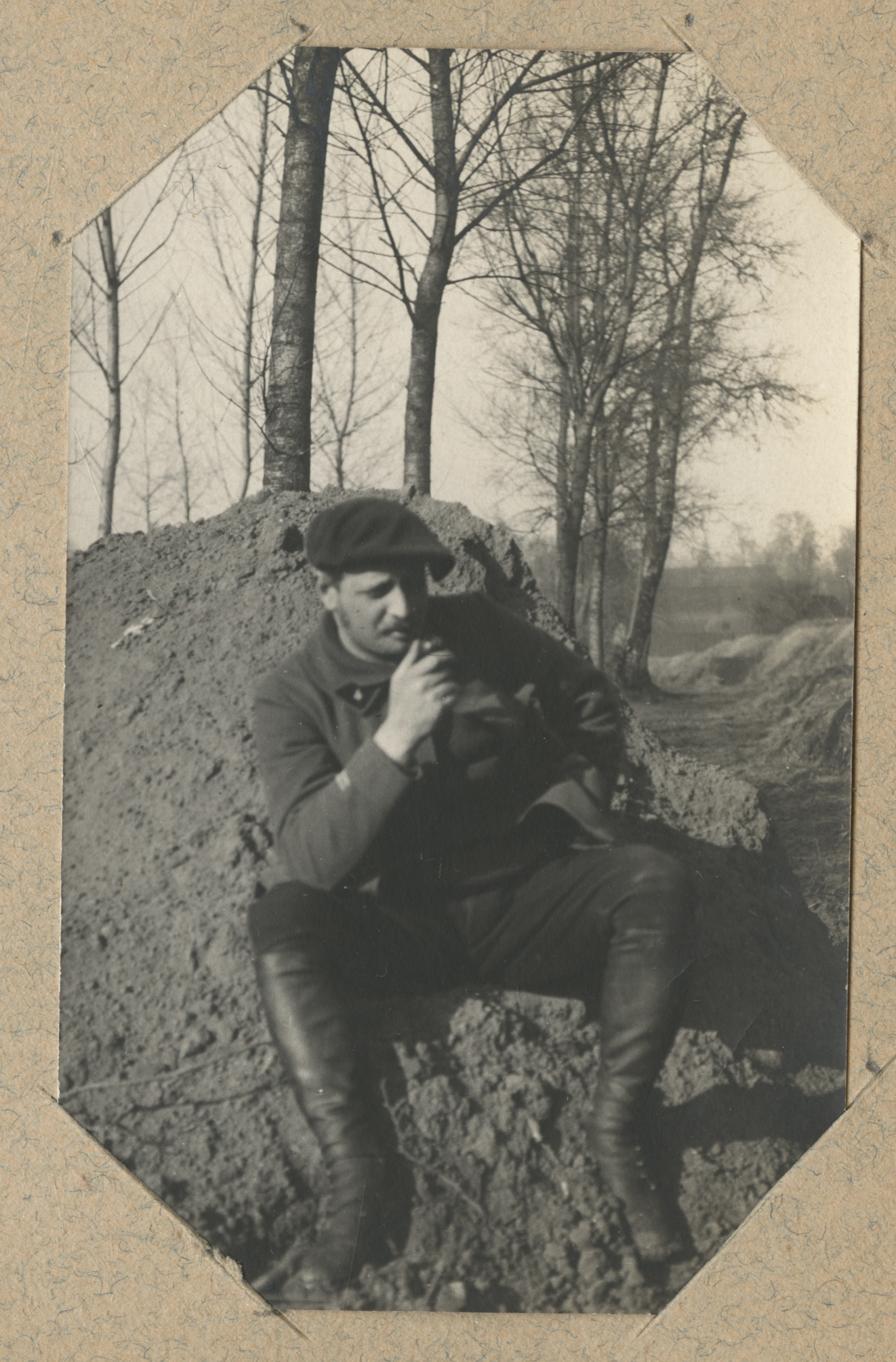
Un lieutenant des sapeurs du 4e génie devant une position du, février 1915.

    - compagnie 14/2 pendant toute la guerre
    - compagnie 14/52 (ex 14/2 bis) à partir de juillet 1915
    - compagnie 14/71 à partir de janvier 1917

  - Sapeurs pionniers du 1er régiment du génie pendant l'année 1917
  - Un bataillon pionnier du 112e régiment d’infanterie territoriale d'août à novembre 1918 (affecté à l'infanterie divisionnaire)

### Historique

#### 1914
- 5 - 10 août : transport par V.F. dans la région de Docelles : concentration[1].
- 10 - 24 août : mouvement offensif, par Laveline-devant-Bruyères, vers Bertrimoutier et Colroy-la-Grande ; occupation des cols d'Urbeis et de la Hingrie[1] :
  - 13 - 16 août : combats dans cette région et vers Sainte-Marie-aux-Mines.
  - 17 août : prise de Villé. À partir du 19, mouvement offensif, par Saales, en direction de Schirmeck ; combats vers Rothau et Bourg-Bruche. Défense de la région de Saint-Blaise-la-Roche, le Climont, col d'Urbeis.
- 24 août – 14 septembre : repli vers la Meurthe, dans la région de Ban-de-Sapt, Provenchères-sur-Fave. À partir du 25, engagée dans la bataille de la Mortagne : offensive en direction de Saales (combats vers Grandrupt et Ménil)[1].
  - 27 août : repli derrière la Meurthe : violents combats vers Anozel, le Kemberg et la Bolle. À partir du 11 septembre, offensive jusque vers Laitre et la Grande-Fosse : le 11, occupation de Saint Dié.
- 14 - 24 septembre : retrait du front et mouvement, par Rambervillers, vers Magnières ; repos. À partir du 19 septembre, transport par V.F., de la région de Bayon dans celle de Clermont. À partir du 21 septembre, mouvement par étapes vers le nord, par Saint-Just-en-Chaussée et Hangest-en-Santerre, jusque vers Guillaucourt[1].
- 24 septembre 1914 – 1er août 1915 : engagée dans la 1re bataille de Picardie : combats vers Faucoucourt, Rainecourt et Herleville. Stabilisation et occupation d'un secteur vers Herleville et Frise (guerre de mines)[1] :
  - 17 octobre : attaque française vers le bois Étoilé,
  - 21 octobre : combats vers Frise. 28 novembre au 1er décembre, attaques françaises vers Fay.
  - À partir du 18 avril 1915, occupation d'un nouveau secteur, sur les deux rives de la Somme, vers Dompierre-Becquincourt et Carnoy, réduit à gauche, le 17 juillet, jusque vers Frise[3].

#### 1915

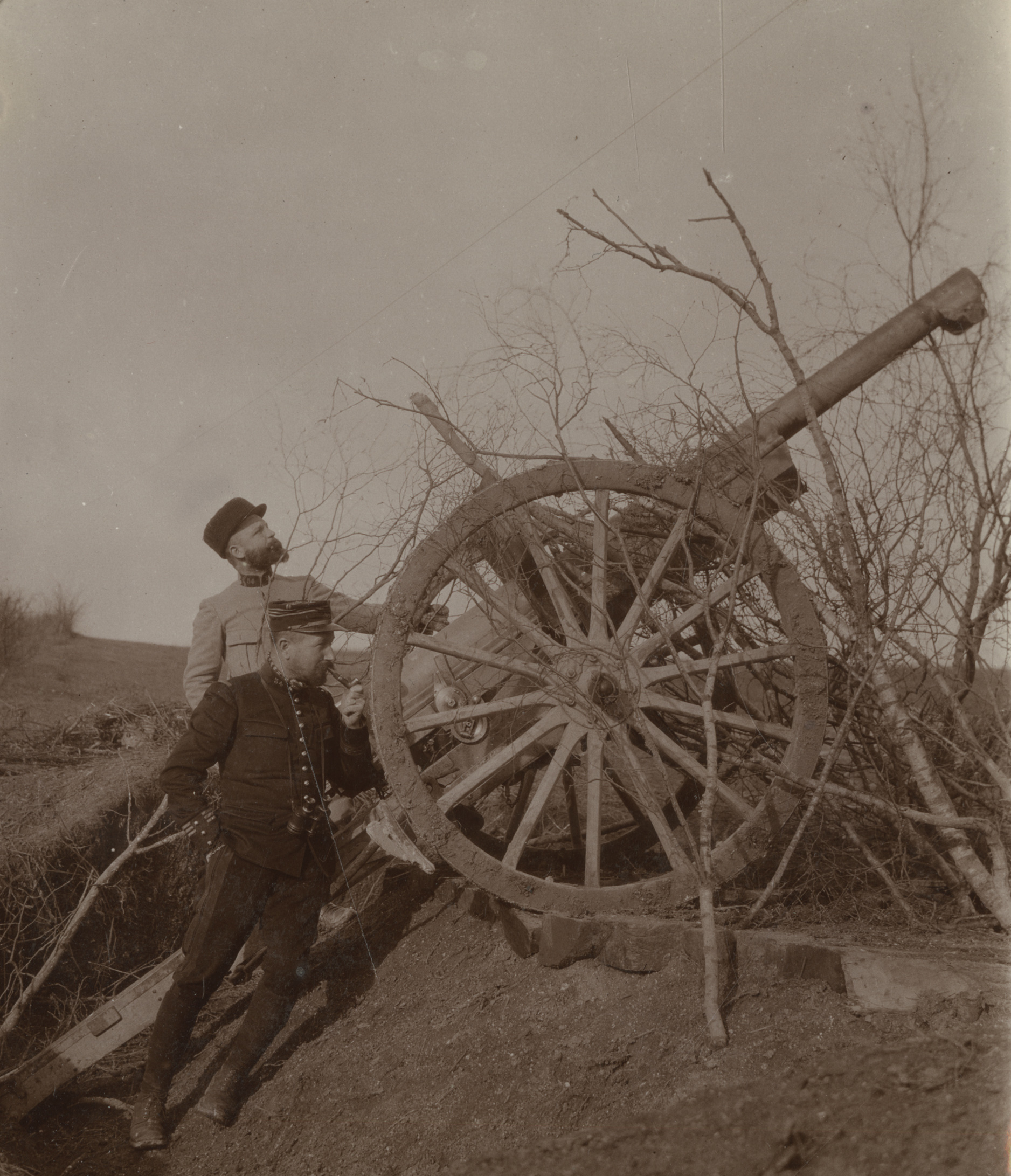
Canon de 75 du en batterie contre-avions en 1915.

- 1er – 18 août : retrait du front et repos vers Lamotte-en-Santerre. À partir du 13 août, transport par V.F. de Moreuil et d'Ailly-sur-Noye, dans la région de La Chaussée-sur-Marne[3].
- 18 août – 15 octobre : mouvement vers le front ; travaux vers Saint-Remy-sur-Bussy. À partir du 27 août, occupation d'un secteur entre le nord-ouest de Perthes-lès-Hurlus et l'est du bois Sabot. Engagée, à partir du 25 septembre, dans la 2e bataille de Champagne : conquête du Trou Bricot et progression au sud de la cote 193[3].
  - 29 septembre - 5 octobre : tenue prête à intervenir.
  - 6 octobre : nouvelles attaques françaises vers la cote 193 et la butte de Souain : occupation et organisation du terrain conquis.
- 15 octobre – 8 décembre : retrait du front, et, à partir du 18 octobre, transport par V.F., de la région de Châlons-sur-Marne, dans celle de Valdoie ; repos[3].
- 8 décembre 1915 – 29 janvier 1916 : mouvement vers le front et occupation d'un secteur entre Altkirch et Burnhaupt-le-Bas[3].

#### 1916
- 29 janvier – 2 mars : retrait du front. À partir du 4 février, mouvement par étapes vers le camp d'Arches : instruction. À partir du 27 février, transport par V.F. dans la région de Ligny-en-Barrois ; repos[3].
- 2 mars – 15 avril : mouvement vers le front. Engagée, à partir du 5 mars, dans la bataille de Verdun, vers Châtillon-sous-les-Côtes et Villers-sous-Bonchamp[3].
- 15 - 19 avril : retrait du front et repos vers Chaumont-sur-Aire[3].
- 19 avril – 17 mai : engagée à nouveau dans la bataille de Verdun, devant le fort de Douaumont dans le secteur de la ferme de Thiaumont et des carrières d'Haudromont[3].
  - 29 avril et 7 mai : attaques allemandes.
- 17 mai – 5 juin : retrait du front et repos vers Bar-le-Duc[4].
- 5 juin – 29 décembre : mouvement vers le front et occupation d'un secteur entre Châtillon-sous-les-Côtes et le sud de Damloup. Éléments engagés dans la 1re bataille offensive de Verdun : 24 octobre, prise de la batterie de Damloup[4].
- 29 décembre 1916 – 15 janvier 1917 : retrait du front ; instruction au camp de Gondrecourt[4].

#### 1917
- 15 janvier – 2 avril : transport par V.F. vers Liancourt, puis à partir du 22 janvier, occupation d'un secteur dans la région d'Armancourt, l'Avre. À partir du 17 mars, poursuite des troupes allemandes lors de leur repli stratégique (opération Alberich) en liaison avec l'armée britannique : le 19 mars, prise de Ham ; le 22 combats à Artemps et le 24 à Essigny-le-Grand et à Contescourt. À partir du 21 mars, occupation d'un secteur sur le front Roupy, Essigny-le-Grand[4].
- 2 - 24 avril : retrait du front : repos vers Guiscard et travaux dans la région Artemps, Saint-Simon[4].
- 24 avril - 5 mai : mouvement vers Noyon[4].
- 5 mai - 22 juin : transport par camions vers Serval et occupation d'un secteur vers Cerny-en-Laonnois et la route de Paissy à Ailles, déplacé à gauche, le 16 mai, vers Courtecon et la ferme de la Bovelle[4].
  - les 11 et 20 mai : attaques allemandes repoussées.
- 22 juin - 15 juillet : retrait du front, transport par camions vers Lassigny ; instruction et repos au camp[4].
- 15 juillet - 13 août : mouvement vers le front, et, à partir du 17 juillet occupation d'un secteur vers La Fère et Moy[4].
- 13 – 23 août : retrait du front ; repos vers Salency[4].
- 23 août - 7 novembre : mouvement vers Chavigny ; instruction et travaux préparatoires à l'offensive projetée. À partir du 17 septembre, éléments en secteur vers Laffaux[4].
  - 23 - 25 octobre : engagée, vers Laffaux et la ferme le Bessy, dans la bataille de la Malmaison ; prise d'Allemant ; progression vers l'Ailette et jusqu'aux abords d'Anizy-le-Château. Puis organisation d'un secteur vers Quincy-Basse et le pont d'Anizy-le-Château.
- 7 novembre - 15 décembre : retrait du front, mouvement par étapes vers Lamotte-Breuil et Saint-Pierre-Aigle ; repos[5].
  - 2 décembre : transport par camions vers Guiscard. À partir du 7 décembre, stationnement vers Caillouël-Crépigny ; travaux.
- 15 décembre 1917 – 13 janvier 1918 : transport par V.F., de la région Ribécourt, Noyon, dans celle de Mailly-le-Camp ; repos et instruction au camp. À partir du 8 janvier 1918, transport par V.F. dans la région de Belfort ; repos[5].

#### 1918
- 13 janvier - 9 avril : occupation d'un secteur entre le canal du Rhône au Rhin et Fulleren. À partir du 1er avril, en 2e position[5].
- 9 - 27 avril : retrait du front, et, à partir du 11 avril, transport par V.F. dans la région de Bergues. À partir du 15 avril, engagée, au mont Kemmel, dans la 3e bataille des Flandres : combats violents (en particulier le 25 avril) et repli vers la Clytte et l'est de Locre[5].
- 27 avril - 30 mai : retrait du front, transport par V.F. vers Châlons-sur-Marne ; repos vers Mairy-sur-Marne, puis vers Bouy et la Cheppe. À partir du 27 mai, mouvement vers Ambonnay et Bouzy, puis vers Chaumuzy[5].
- 30 mai - 12 juin : engagée, au nord de l'Ardre, dans la 3e bataille de l'Aisne : résistance, vers Bligny, à la poussée ennemie ; puis organisation et occupation d'un nouveau secteur vers Bligny et l'est de Sainte-Euphraise[5].
  - 6 juin : attaque allemande vers Bligny.
- 12 juin - 4 septembre : retrait du front (relève par des éléments italiens), et, à partir du 14 juin, transport par V.F. dans la région de Lunéville ; repos. À partir du 23 juin, occupation d'un secteur entre Emberménil et le Sânon[5].
- 4 - 20 septembre : retrait du front, et, à partir du 5 septembre, transport par V.F. à Sézanne ; repos[6].
- 20 septembre - 3 octobre : mouvement vers la Champagne. À partir du 26 septembre, engagée dans la bataille de Champagne et d'Argonne, sur le front l’Épine de Vedegrange, l'ouest de Souain : offensive vers Sainte-Marie-à-Py[6].
- 3 - 7 octobre : retrait du front et mouvement vers Courmelois. À partir du 5 octobre, engagée à nouveau dans la Bataille de Champagne et d’Argonne vers Prunay et le sud du mont Cornillet : poursuite de l'ennemi jusqu'à Selles[6].
- 7 - 19 octobre : retrait du front, mouvement vers Prunay ; repos[6].
- 19 octobre - 3 novembre : mouvement vers le front : engagée, vers Condé-lès-Herpy et Saint-Germainmont, dans la bataille de la Serre : occupation des positions allemandes, dans la région de Gomont[6].
- 3 - 11 novembre : retrait du front : mouvement vers l'ouest d'Épernay[6].

### Rattachements
Affectation organique : 14e corps d'armée, d'août 1914 à novembre 1918
- 1re armée
  - 2 août – 20 septembre 1914
- 2e armée
  - 20 septembre 1914 – 2 août 1915
  - 13 août – 20 septembre 1915 (groupement Pétain)
  - 20 septembre – 18 octobre 1915
  - 27 février 1916 - 15 janvier 1917
  - 5 – 7 septembre 1918
- 3e armée
  - 15 janvier – 5 mai 1917
  - 24 juin – 15 août 1915
  - 2 - 15 décembre 1917
- 4e armée
  - 15 décembre 1917 – 8 janvier 1918
  - 30 avril – 29 mai 1918
  - 20 septembre -13 octobre 1918
- 5e armée
  - 29 mai – 14 juin 1918
  - 7 – 20 septembre 1918
  - 13 octobre – 11 novembre 1918
- 6e armée
  - 2 – 13 août 1915
  - 5 mai – 24 juin 1917
  - 15 août – 2 décembre 1917
- 7e armée
  - 18 octobre 1915 – 27 février 1916
  - 8 janvier – 11 avril 1918
- 8e armée
  - 14 juin – 4 septembre 1918
- Détachement d'armée du Nord
  - 19 – 30 avril 1918
- Grand Quartier général des armées alliées
  - 15 – 19 avril 1918

## L'Entre-deux-guerres
La division entre à Metz le 15 décembre 1918. Ensuite stationnée dans les Alpes avec quartier général à Lyon, la division est dissoute en 1928 et remplacée par la 1re division d'infanterie nord-africaine.

## Seconde Guerre mondiale

### Composition
Le 10 mai 1940, la 28e division d'infanterie alpine (DIAlp ou DIA), sous les ordres du général Lestien, se compose de :
- 97e régiment d'infanterie alpine (97e RIA)[10]
- 99e régiment d'infanterie alpine (99e RIA)[10]
- 25e demi-brigade de chasseurs alpins (25e DBCA) : 7e, 27e et 47e bataillons de chasseurs alpins (7e, 27e et 47e BCA).[10]
- 2e régiment d'artillerie de montagne[11]
- 202e régiment d'artillerie lourde divisionnaire[11]
- 28e bataillon du génie[11] (Comprenant notamment 28/81e compagnie Télégraphique et 28/82e compagnie Radiotélégraphique issues du 28e centre de mobilisation du génie de la citadelle de Montpellier. Ces deux compagnies du Génie sont les ancêtres du 28e régiment de transmissions[réf. nécessaire]).
- 22e groupe de reconnaissance de division d'infanterie[11]
- et tous les services (Sapeurs mineurs, télégraphique, compagnie auto de transport, groupe sanitaire divisionnaire, groupe d'exploitation etc.)[11]

En septembre 1939, la division comptait deux brigades, la 55e brigade formée par la 5e DBCA et le 99e RIA et la 56e brigade formée par la 25e DBCA et le 97e RIA. La division est réorganisée en mars quand la 5e DBCA, formée par les 13e, 53e et 67e BCA, rejoint le corps expéditionnaire français en Scandinavie.

### Historique

#### 1939
Mobilisée dans la 14e région militaire à Chambéry. La division appartient au 14e corps d'armée.

#### 1940
10 mai 1940 : Affectée à la réserve du Grand Quartier Général pour l'armée des Alpes.
Le 16 mai 1940[réf. souhaitée], la division est affectée au 17e corps d'armée. Elle participe à la bataille de l'Ailette et à la bataille de l'Aisne. Les unités de la division tiennent jusqu'à ce que leur front soit percé le 6 juin. Le général Lestien ordonne alors un repli sur l'Aisne. Pendant son repli, la division est coupée en deux par la capture par les Allemands d'un pont à Missy-sur-Aisne. La plus grosse partie de la division est située à l'est auprès 7e corps d'armée, tandis que le colonel Conquet reçoit le commandement de la partie toujours rattachée au 17e corps. Le 9 juin au soir, la division est une coquille vide : l'infanterie rescapée a été placée sous les ordres de la 42e division d'infanterie, l'artillerie et le génie détachés à d'autres divisions et même les officiers de l'état-major divisionnaire sont envoyés gérer la destruction des ponts sur la Marne. La 28e DIA se reconstitue peu à peu avec le retour des soldats isolés et ensuite se replie en combattant dans le centre de la France. La 28e DIA est dissoute après l'armistice, le 3 juillet 1940.

## Insigne
La division adopte en janvier 1940 le blason de la Savoie (de gueules à la croix d'argent) comme emblème. Cet insigne n'est pas fabriqué en métal mais est peint à partir d'avril 1940 sur les véhicules de la division (dimensions : 9 × 9,5 cm).